# Пуздрово
Пуздрово (пол. Puzdrowo) — село в Польщі, у гміні Сераковиці Картузького повіту Поморського воєводства.
Населення — 926 осіб (2011).
У 1975-1998 роках село належало до Гданського воєводства.

## Демографія
Демографічна структура станом на 31 березня 2011 року:
|          | Загалом | Допрацездатний вік | Працездатний вік | Постпрацездатний вік |
| -------- | ------- | ------------------ | ---------------- | -------------------- |
| Чоловіки | 488     | 163                | 300              | 25                   |
| Жінки    | 438     | 132                | 254              | 52                   |
| Разом    | 926     | 295                | 554              | 77                   |